# Climat de l'Ardèche
L'Ardèche offre une forte diversité de climats. Le nord de l'Ardèche a un climat de type océanique atténué Cfb dans la classification de Köppen. Le sud de l'Ardèche a un climat méditerranéen. Le plateau du Coiron aurait aussi un climat méditerranéen.  La basse vallée de l'Eyrieux a un climat qui s'approche du climat méditerranéen. La Montagne ardéchoise a un climat extrêmement rude que l'on pourrait qualifier de montagnard.

## Climat de la Montagne ardéchoise

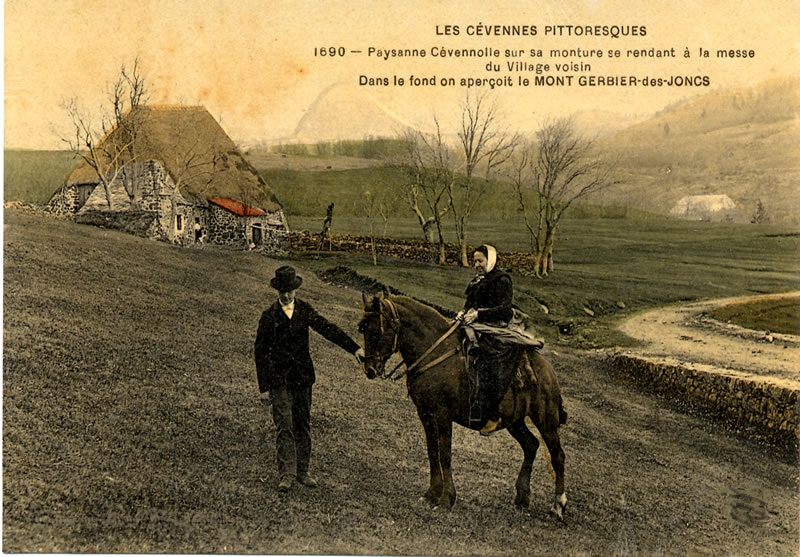
Montagne (Cévenne) ardéchoise au début du XXe siècle

La montagne ardéchoise est constituée de hauts plateaux situés sur la ligne de partage des eaux entre l'océan Atlantique et la Mer Méditerranée. Le climat de la région est extrêmement rude et froid où la burle souffle souvent favorisant la formation de congères. Une station typique de la Montagne ardéchoise est le village de Sainte-Eulalie situé juste au sud du mont Gerbier-de-Jonc.
| Mois                              | jan. | fév. | mars | avril | mai | juin | jui. | août | sep. | oct. | nov. | déc. | année |
| --------------------------------- | ---- | ---- | ---- | ----- | --- | ---- | ---- | ---- | ---- | ---- | ---- | ---- | ----- |
| Température minimale moyenne (°C) | −4   | −4   | −2   | 0     | 3   | 7    | 9    | 9    | 6    | 3    | −1   | −4   |       |
| Température maximale moyenne (°C) | 1    | 2    | 4    | 7     | 12  | 16   | 19   | 18   | 15   | 11   | 5    | 2    |       |
| Précipitations (mm)               | 120  | 110  | 120  | 100   | 140 | 110  | 60   | 80   | 140  | 200  | 210  | 120  | 1 510 |

Contrairement à ce que l'on pourrait supposer, les crêtes sont relativement sèches. Par exemple, le Mont Mézenc ne reçoit que 1 200 mm de précipitations annuelles tandis que Montpezat-sous-Bauzon (situé au-dessus d'Aubenas) reçoit 1 593 mm de précipitations annuelles.

## Climat de la région d'Annonay

### Données climatiques
Annonay a un climat qui se rapproche du climat océanique atténué vu que les précipitations sont régulièrement réparties au cours de l'année. L'hiver tend à être relativement sec ainsi que le mois de juillet.
| Mois                              | jan. | fév. | mars | avril | mai | juin | jui. | août | sep. | oct. | nov. | déc. | année |
| --------------------------------- | ---- | ---- | ---- | ----- | --- | ---- | ---- | ---- | ---- | ---- | ---- | ---- | ----- |
| Température minimale moyenne (°C) | −2   | 0    | 1    | 4     | 7   | 10   | 12   | 12   | 9    | 6    | 2    | −1   |       |
| Température maximale moyenne (°C) | 5    | 7    | 10   | 15    | 19  | 23   | 26   | 25   | 21   | 15   | 9    | 6    |       |
| Précipitations (mm)               | 40   | 50   | 50   | 50    | 80  | 80   | 50   | 80   | 90   | 80   | 90   | 60   | 800   |

Le Massif Central bloquant les précipitations à l’ouest, les  perturbations océaniques sont affaiblies dû à un effet d'ombre pluviométrique. La région est placée dans le secteur sous le vent par rapport au Massif du Pilat.  Le relief joue un rôle essentiel sur la dynamique des précipitations avec des hivers assez secs. Le printemps est assez maussade et bien contrasté avec des possibilités de gelées tardives comme de chaleurs précoces. L’été est généralement assez agréable mais les orages se produisent de manière régulière et sont parfois violents. L'insolation dure plus de 2000 heures par an. Le vent fort s'observe assez rarement, sauf sur les crêtes, mais quand il souffle du sud, il devient très turbulent voire destructeur.

### Végétation et topographie
La région d'Annonay consiste en une juxtaposition de petits plateaux d'altitude moyenne. Ces plateaux sont séparés par de modestes affluents du Rhône. Il en résulte de fortes oppositions entre les surfaces ondulées et verdoyantes et les vallées encaissées dans des gorges étroites et sauvages.

Les plateaux élevés sont garnis de prairies et de forêts, tandis que les parties moins élevées portent des châtaigniers et des cultures diverses (céréales, légumes, pommes de terre). Les vallées et les pentes bien exposées sont riches en vigne et en arbres fruitiers.

## Climat du nord du département dans la vallée du Rhône

### Données climatiques
Le tableau suivant donne les relevés climatologiques de Tournon-sur-Rhône qui est située au nord ouest de Valence. De manière surprenante, cette ville a aussi un climat supra-méditerranéen car le mois de juillet est aussi un mois sec (30 mm de pluie). Cela est probablement dû à un effet d'ombre pluviométrique. 
| Mois                              | jan. | fév. | mars | avril | mai | juin | jui. | août | sep. | oct. | nov. | déc. | année |
| --------------------------------- | ---- | ---- | ---- | ----- | --- | ---- | ---- | ---- | ---- | ---- | ---- | ---- | ----- |
| Température minimale moyenne (°C) | 1    | 3    | 4    | 7     | 10  | 14   | 16   | 15   | 12   | 9    | 5    | 1    | 1     |
| Température maximale moyenne (°C) | 7    | 9    | 12   | 16    | 21  | 25   | 28   | 27   | 23   | 18   | 11   | 7    | 28    |
| Précipitations (mm)               | 50   | 60   | 60   | 60    | 70  | 70   | 30   | 80   | 110  | 90   | 90   | 60   | 830   |

On note que le climat de Tournon, bien que cette commune soit située plus au nord que Saint-Laurent-du-Pape, est plus sec que ce dernier. Cela est dû au fait que Tournon est moins soumise aux pluies provenant de la Mer Méditerranée.
La vallée du Rhône au nord de Montélimar connaît à peu près les mêmes caractéristiques que la haute Ardèche mais en raison de son altitude plus faible (de 100  à   200 m), la neige y est plus rare et moins abondante, de même que les orages sont un peu moins fréquents et moins violents. En revanche on y retrouve des précipitations souvent très abondantes en automne lorsqu’elles remontent de Méditerranée et plus faibles en hiver lorsqu’elles arrivent de l’Atlantique. Les températures sont parfois très chaudes en été, variables et contrastés au printemps. En hiver on retrouve un dégradé sud-nord avec des températures assez clémentes au sud de Valence mais devenant de plus en plus rigoureuses en allant vers le nord.

### Végétation et topographie
Alors que la Montagne forme la bordure occidentale de l'Ardèche, le rivage rhodanien constitue sa bordure orientale. De Saint-Just-d'Ardèche à Limony, ce rivage s'étend sur 150 km. À la différence de celui du Dauphiné qui est souvent très élargi, le rivage vivarois est fort étroit et ne possède que quelques petites plaines alluviales, comme à Champagne, Mauves, Saint-Péray, Beauchastel ou Saint-Just-d'Ardèche. Ces plaines sont extrêmement fertiles. On y trouve des arbres fruitiers et des primeurs, tandis que sur les coteaux de Saint-Péray, Cornas, Tournon-sur-Rhône, Serrières, prospèrent des vignobles de qualité supérieure.

## Climat de la basse vallée de l'Eyrieux
Le tableau suivant donne les relevés climatologiques de Saint-Laurent-du-Pape qui est proche des bouches de l'Eyrieux. On notera que cette localité a un climat supra méditerranéen au sens de Gaussen.
| Mois                                | jan. | fév. | mars | avril | mai | juin | jui. | août | sep. | oct. | nov. | déc.                                                         | année |
| ----------------------------------- | ---- | ---- | ---- | ----- | --- | ---- | ---- | ---- | ---- | ---- | ---- | ------------------------------------------------------------ | ----- |
| Température minimale moyenne (°C)   | 1    | 2    | 3    | 6     | 9   | 12   | 15   | 14   | 11   | 7    | 3    | 0                                                            |       |
| Température maximale moyenne (°C)   | 8    | 10   | 13   | 17    | 22  | 26   | 29   | 28   | 25   | 19   | 12   | 7                                                            |       |
| Précipitations (mm)                 | 60   | 70   | 70   | 60    | 80  | 70   | 30   | 80   | 130  | 110  | 130  | 70                                                           | 960   |
| Nombre de jours avec précipitations |      |      |      |       |     |      |      |      |      |      |      | erreur pluie-jour-dec n'est pas un nombre (tmax-record-ann=) |       |

## Climat de l'Ardèche méridionale

### Données climatiques
La seule ville de la région est Aubenas qui est située à la limite de la Montagne ardéchoise et des plateaux de la Basse Ardèche. Aubenas aurait un climat méso-méditerranéen avec 3 mois secs.
| Mois                                | jan. | fév.  | mars | avril | mai  | juin | jui. | août | sep. | oct.  | nov. | déc. | année |
| ----------------------------------- | ---- | ----- | ---- | ----- | ---- | ---- | ---- | ---- | ---- | ----- | ---- | ---- | ----- |
| Température minimale moyenne (°C)   | 0,6  | 1,6   | 4,4  | 7     | 10,6 | 14   | 17,2 | 16,6 | 13,3 | 9,8   | 5,2  | 1,4  | 8,5   |
| Température moyenne (°C)            | 4,4  | 5,8   | 8,7  | 11,8  | 15,8 | 19,9 | 23   | 22,3 | 17   | 13,6  | 8,7  | 4,7  | 13    |
| Température maximale moyenne (°C)   | 9    | 10,5  | 13,5 | 17,4  | 21,9 | 25,6 | 29,7 | 28,9 | 23,5 | 18,4  | 13,2 | 8,9  | 18,4  |
| Record de froid (°C)                | −8,4 | −10,6 | −10  | −0,9  | 1,7  | 7,5  | 9,9  | 9,6  | 6,4  | −2,3  | −6,2 | −9,6 | −10,6 |
| Record de chaleur (°C)              | 20,3 | 21,2  | 26,1 | 28,7  | 32,8 | 36,7 | 37,7 | 40   | 34   | 30,3  | 22,5 | 18,6 | 40    |
| Précipitations (mm)                 | 43,2 | 60,4  | 40,4 | 62,3  | 64,3 | 28,5 | 22,5 | 33,4 | 49,4 | 108,9 | 91,1 | 68,6 | 672,9 |
| Nombre de jours avec précipitations | 7,6  | 7,8   | 9    | 10,9  | 7,8  | 6,8  | 6,9  | 8,1  | 10,8 | 16,4  | 17,1 | 8,5  |       |

Ces données sont sujettes à caution car la moyenne des précipitations annuelles est sous-évaluée d'un facteur 2. En effet, les sources officielles annoncent que la moyenne des précipitations est de 1 100 mm par an (au lieu de 673 mm),.
Les traits méditerranéens dominent nettement : été chaud, avec de longues périodes sèches, interrompues par des manifestations orageuses parfois violentes; automne marqué par des épisodes de pluies abondantes appelés épisodes cévenols, dont le risque principal s’étend de début septembre à mi-décembre avec un maximum en octobre; hiver en général assez sec et doux car protégé par des hautes pressions assez souvent présentes en Méditerranée et par les reliefs du Massif central à l’ouest, avec très peu de neige (mais lorsqu'elle tombe, c'est souvent sous forme de neige abondante, collante et dense qui n'en devient que plus dangereuse), printemps assez bien arrosé, surtout en avril. La durée d'insolation annuelle avoisine les 2600 heures. Le vent du nord (mistral) peut être violent, principalement en vallée du Rhône, et occasionne des abaissements de température soudains et durables. La moyenne pluviométrique annuelle se situe autour de 900 mm (854 mm à Bourg Saint-Andéol).

### Végétation et topographie
L'Ardèche méridionale ou Bas-Vivarais est caractérisée par un climat chaud et sec méditerranéen (la zone de culture de l'olivier va jusqu'à Aubenas). Le sol est marneux ou calcaire. L'altitude est faible mais cependant variée.
Les plateaux calcaires ont assez fortement résisté à l'érosion tandis que les bandes de marnes, où s'étalent les champs de vigne ou d'arbres fruitiers, ont été déblayées par les eaux. À ces terrains riches, utilisés pour les cultures, s'opposent les vastes étendues caillouteuses ou semées, comme les plateaux de blocs dont la teinte grisâtre se mêle à une végétation qui annonce déjà le maquis.
La rivière Ardèche se développe jusqu'au Rhône, suivant une pente générale Sud-Est. Cette région présente des dépressions mollement ondulées au profil aigu. Le bassin de l'Ardèche y creuse des gorges spectaculaires. Les eaux souterraines sont nombreuses, caractéristiques des milieux karstiques: l'Aven d'Orgnac, grotte de Saint-Marcel. Les collines et plateaux des Gras se rattachent géomorphologiquement aux Grands Causses. Les températures sont douces en hiver (+5 °C à +6 °C en janvier). Les vents du Nord-Est sont dominants mais ceux du Sud (vent du midi) et de l'ouest, chargés d'humidité, amènent des précipitations réparties sur un petit nombre de jours. C'est le pays de la vigne, de la garrigue, des céréales, avec quelques plantations fruitières.

### Les Serres au sud-ouest du département
La Cévenne ardéchoise, du col de la Croix de Fer au col de Mézilhac, ceinture le Sud-Est du Massif central. Son relief est constitué de « serres » (crêtes étroites et allongées) qui courent entre les vallées escarpées dominant des rivières torrentueuses, bordées de quelques étendues planes. La culture en terrasse est faite sur d'étroits replats. Le sol est fait de grès (couvert de pins et de châtaigniers), de schistes ou de rochers volcaniques.
La Cévenne connaît un climat assez similaire au climat de la Basse Ardèche mais dont les extrêmes sont accentués par l’altitude : les orages y sont donc beaucoup plus fréquents en été et les épisodes pluvieux souvent plus intenses notamment les cévenols (d’où leur nom…). De même la neige est fréquente en hiver et peut être très abondante.

## Sources et références
- Préfecture de l'Ardèche
- Conseil général de l'Ardèche
- Météo MC

1. 1 2 3 4 5  Météo de la France, p. 93
2. 1 2  Carte de la végétation, p. 7
3. 1 2 3 4  Météo MC
4. 1 2  Conseil général de l'Ardèche
5. ↑  Carte de la végétation, p. 6
6. ↑  « Normales et records pour la période 1981-2010 à Aubenas »
7. ↑  Météo de la France, p. 94
8. 1 2  Conseil général de l'Ardèche